# 3 Armia (III Rzesza)
3 Armia (niem. 3. Armee) – jedna z niemieckich armii, uczestniczyła w agresji na Polskę.  
Utworzona w sierpniu 1939 jako armia ćwiczebna, pod koniec miesiąca otrzymała właściwą nazwę. W 1939 roku brała udział w agresji na Polskę, a w jej skład wchodził m.in. I Korpus Armijny z Dywizją Pancerną Kempf wyposażoną w 150 czołgów i 22 samochody pancerne.
Po zakończeniu działań bojowych, w których brała udział (w składzie Grupy Armii Północ) prowadząc atak z Prus Wschodnich na Warszawę i rzekę Bug, wdzierając się na tyły polskich wojsk. Przekształcona w Dowództwo Odcinka Granicznego Północ, znalazła się na linii demarkacyjnej między III Rzeszą a ZSRR. 
Pod koniec 1939 roku rozwiązana. Większość sztabu posłużyła do utworzenia sztabu 16 Armii.

## Dowódca armii
- gen. Georg von Küchler[4][5]

## Struktura organizacyjna
Stan w czasie agresji na Polskę w 1939 roku:
- I Korpus Armijny
- XXI Korpus Armijny
- Korpus Wodrig
- Grupa Operacyjna „Brand”
- 217 Dywizja Piechoty